# Kerman (Kalifornija)
Kerman je grad u američkoj saveznoj državi Kalifornija. Prema popisu stanovništva iz 2010. u njemu je živjelo 13.544 stanovnika.